# ФК „Сакарски спортист“ (Тополовград)
ФК „Сакарски спортист“ (Тополовград) е български футболен клуб.

## История
Развитието на футбола в гр. Тополовград започва от 1926 г. През този период футболният клуб на града е носил различни наименования, но се утвърждава като ФК „Сакарски миньор“ при Минно-обогатително предприятие – с. Устрем. След закриването на мините приема името „Сакарски спортист“, което носи.
През годините във ФК „Сакарски спортист“ – гр. Тополовград са играли по-известни футболисти като Георги Донков, Димитър Шивачев, Янко Димов, Стоян Ставрев и др.
ФК „Сакарски спортист“ е играл предимно в зоновите групи, а след тяхното закриване взима участие във „В“-група. Едни от най-големите постижения на отбора са квалификациите за „Б“–група през 1974 г. и 1980 г.
През последните години ФК „Сакарски спортист“, както и много други отбори, се влияе от демографския срив и отлива на младите хора към големите областни центрове. Поради това през последните 2 години ФК „Сакарски спортист“ участва само с детски отбор в областна група – Хасково. Въпреки големите финансови трудности в отбора тренират 22 деца и постигат добри резултати. В отбора играят момчета до 8 клас, отборът се състои от 19 играча. Спортен директор е Димитър Димитров. Спонсори на отбора са бензиностанция „Анжел Ойл“, община Тополовград, фирма „Райчев и Синове“.
През есента на 2010 г. мъжкият футболен отбор започва отново участието в областна група – Хасково, благодарение на група ентусиазирани младежи, запленени от любовта към футбола.
Гръбнакът на отбора е изграден изцяло от футболисти от Тополовград, като опитните Тенчо и Росен Георгиеви, Динко Узунов, Стефан Щерев, Данаил Дечев, Милен Костов, Костадин Минчев и др

## Успехи
- 1 място в ОС Хасково – деца 2007/08 г.
- 2 място в ОС Хасково – деца 2008/09 г.

## Известни футболисти
- Георги Донков
- Димитър Шивачев
- Янко Димов
- Стоян Ставрев
- Величко Величков
- нов